# Columbia Falls (Maine)
Columbia Falls ist eine Town im Washington County des Bundesstaates Maine in den Vereinigten Staaten. Im Jahr 2020 lebten dort 476 Einwohner in 288 Haushalten (in den Vereinigten Staaten werden auch Ferienwohnungen als Haushalte gezählt) auf einer Fläche von 63,90 km².

## Geographie
Nach dem United States Census Bureau hat Columbia Falls eine Gesamtfläche von 63,90 km², von der 63,58 km² Land sind und 0,32 km² aus Gewässern bestehen.

### Geographische Lage
Columbia Falls liegt im Süden des Washington Countys. Diverse kleinere Wasserläufe entwässern das Gebiet der Town. Der Pleasant River durchfließt es in südlicher Richtung. In Columbia Falls liegen größere Wasserfälle des Pleasant Rivers. Er mündet bei Addison in den Atlantischen Ozean. Die Oberfläche ist eher eben, ohne größere Erhebungen.

### Nachbargemeinden
Alle Entfernungen sind als Luftlinien zwischen den offiziellen Koordinaten der Orte aus der Volkszählung 2010 angegeben.
- Norden und Nordosten: North Washington, Unorganized Territory, 52,1 km
- Südosten: Jonesboro, 10,0 km
- Süden: Addison, 20,6 km
- Westen: Columbia, 8,2 km

### Stadtgliederung
In Columbia Falls gibt es mehrere Siedlungsgebiete: Columbia Falls, Indian River, Tibbettstown und Central District.

### Klima
Die mittlere Durchschnittstemperatur in Columbia Falls liegt zwischen −7,8 °C (18 °F) im Januar und 20,6 °C (69 °F) im Juli. Damit ist der Ort gegenüber dem langjährigen Mittel der USA um etwa 9 Grad kühler. Die Schneefälle zwischen Oktober und Mai liegen mit bis zu zweieinhalb Metern mehr als doppelt so hoch wie die mittlere Schneehöhe in den USA; die tägliche Sonnenscheindauer liegt am unteren Rand des Wertespektrums der USA.

## Geschichte
Columbia Falls wurde zunächst als Part of Township No. 13 Southern Division and part of Township No. 19 Middle Division, Bingham's Penobscot Purchase (T13 SD & T19 MD BPP) vermessen. Als Town wurde das Gebiet am 25. März 1863 organisiert. Bis dahin gehörte es zur benachbarten Town Columbia.
Zunächst lebten die Bewohner von der Forstwirtschaft und dem Schiffbau. Aus dieser Zeit sind einige Häuser bedeutender Einwohner erhalten geblieben, die heute unter Denkmalschutz stehen. Das Ruggles House an der Maine Street, gebaut für den Forstbesitzer und Richter Thomas Ruggles, ist heute noch ein Aushängeschild für hochwertige Handwerkliche Kunst und dient zudem als Museum. Gebaut wurde es durch den Architekten  Aaron Simmons Sherman. In Columbia Falls lebte und arbeitete auch die erste Frau, die in Maine als Rechtsanwältin zugelassen wurde, Clara Hapgood Nash. Sie engagierte sich zudem in der Frauenwahlrechtsbewegung. Wichtiger Wirtschaftszweig in Columbia Falls ist zudem die Blaubeerindustrie.
Die inzwischen stillgelegte Bahnstrecke Washington Junction–St. Croix Junction hatte eine Haltestelle in Columbia Falls.

### Einwohnerentwicklung
| Volkszählungsergebnisse – Town of Columbia Falls, Maine | Volkszählungsergebnisse – Town of Columbia Falls, Maine | Volkszählungsergebnisse – Town of Columbia Falls, Maine | Volkszählungsergebnisse – Town of Columbia Falls, Maine | Volkszählungsergebnisse – Town of Columbia Falls, Maine | Volkszählungsergebnisse – Town of Columbia Falls, Maine | Volkszählungsergebnisse – Town of Columbia Falls, Maine | Volkszählungsergebnisse – Town of Columbia Falls, Maine | Volkszählungsergebnisse – Town of Columbia Falls, Maine | Volkszählungsergebnisse – Town of Columbia Falls, Maine | Volkszählungsergebnisse – Town of Columbia Falls, Maine |
| Jahr                                                    | 1800                                                    | 1810                                                    | 1820                                                    | 1830                                                    | 1840                                                    | 1850                                                    | 1860                                                    | 1870                                                    | 1880                                                    | 1890                                                    |
| ------------------------------------------------------- | ------------------------------------------------------- | ------------------------------------------------------- | ------------------------------------------------------- | ------------------------------------------------------- | ------------------------------------------------------- | ------------------------------------------------------- | ------------------------------------------------------- | ------------------------------------------------------- | ------------------------------------------------------- | ------------------------------------------------------- |
| Einwohner                                               |                                                         |                                                         |                                                         |                                                         |                                                         |                                                         |                                                         | 608                                                     | 685                                                     | 698                                                     |
| Jahr                                                    | 1900                                                    | 1910                                                    | 1920                                                    | 1930                                                    | 1940                                                    | 1950                                                    | 1960                                                    | 1970                                                    | 1980                                                    | 1990                                                    |
| Einwohner                                               | 569                                                     | 663                                                     | 658                                                     | 583                                                     | 596                                                     | 550                                                     | 442                                                     | 367                                                     | 517                                                     | 552                                                     |
| Jahr                                                    | 2000                                                    | 2010                                                    | 2020                                                    | 2030                                                    | 2040                                                    | 2050                                                    | 2060                                                    | 2070                                                    | 2080                                                    | 2090                                                    |
| Einwohner                                               | 599                                                     | 560                                                     | 476                                                     |                                                         |                                                         |                                                         |                                                         |                                                         |                                                         |                                                         |

## Kultur und Sehenswürdigkeiten

### Bauwerke
In Columbia Falls wurden mehrere Bauwerke unter Denkmalschutz gestellt und ins National Register of Historic Places aufgenommen.
- Bucknam House, 1975 unter der Register-Nr. 75000113.[8]
- Samuel Bucknam House, 1978 unter der Register-Nr. 78000203.[9]
- Columbia House, 2000 unter der Register-Nr. 00001203.[10]
- Ruggles House, 1970 unter der Register-Nr. 70000080.[11]
- Union Church, 2000 unter der Register-Nr. 00000759.[12]

## Wirtschaft und Infrastruktur

### Verkehr
Der U.S. Highway 1 verläuft durch den Süden des Gebietes. Am Highway endet die aus Süden kommende Maine State Route 187.

### Öffentliche Einrichtungen
Es gibt keine medizinischen Einrichtungen in Columbia Falls. Die nächstgelegenen befinden sich in Machias.
Columbia Falls besitzt eine eigene Bücherei.

### Bildung
Columbia Falls gehört mit Addison, Columbia, Harrington und Milbridge zum MSAD #37.
Im Schulbezirk werden folgende Schulen angeboten:
- D.W. Merritt Elementary in Addison, mit Schulklassen von Pre-K bis zum 6. Schuljahr
- Harrington Elementary in Harrington, mit Schulklassen von Pre-K bis zum 6. Schuljahr
- Milbridge Elementary in Milbridge, mit Schulklassen von Pre-K bis zum 6. Schuljahr
- Narraguagus Jr/Sr High School in Harrington vom 7. bis 12. Schuljahr